# Стрельники (Шаргородский район)
Стре́льники (укр. Стрільники) — село на Украине, находится в Шаргородском районе Винницкой области.
Код КОАТУУ — 0525387801. Население по переписи 2001 года составляет 1100 человек. Почтовый индекс — 23534. Телефонный код — 4344.
Занимает площадь 34,105 км².

## Религия
В селе действует Иоанно-Богословский храм Шаргородского благочиния Могилёв-Подольской епархии Украинской православной церкви.

## Адрес местного совета
23534, Винницкая область, Шаргородский р-н, с. Стрельникы, ул. Ленина, 31